# Villa Schulz (Kadaň)
Villa Schulz (čp. 758) je výrazná secesní vila nacházející se v předměstské vilové čtvrti, dříve známé jako Zahradní Město, v Kadani. Stojí na pozemku se zahradou v horní části Havlíčkovy ulice (dříve Klenertova). Přestože bylo stavební povolení vydáno již roku 1911, začala výstavba až roku 1912 a veškeré stavební práce pak byly dokončeny roku 1913. Projekt vytvořil kadaňský stavitel a vilový architekt Johann Petzet na objednávku Hermanna Schulze, vrchního učitele kadaňské měšťanské školy. Hermann Schulz však koncem roku 1912 zemřel, a tak se role stavebníka musela zhostit jeho manželka Anna Schulz.

## Výstavba
V srpnu roku 1911 si učitel Hermann Schulz u architekta a stavitele Johanna Petzeta objednal projekt na stavbu vily v tehdejší Klenertově ulici na Zahradním Městě. Předchozím vlastníkem pozemku, na kterém Schulz výstavbu plánoval, bylo město Kadaň. Ještě během srpna 1911, kdy byl projekt původní Villy Schubert hotov, se sešla stavební komise, která navrhla některé jeho úpravy a vydala stavební povolení. V červenci 1912 vznikl nový upravený projekt. Hermann Schulz však koncem roku 1912 umírá a do role stavebníka se tak musí postavit jeho manželka Anna Schulz. Stavební práce na nové Ville Schubert započaly již červenci 1912. Při kolaudaci v lednu 1913 se však vyskytly problémy s vlhkostí a kolaudační komise tak dovolila obývat pouze prostory v přízemí. K finální kolaudaci, jež dovolila plně využívat všechny prostory Villy Schubert, pak došlo teprve v květnu 1913.

## Majitelé
Zadavatelem projektu nové vily čp. 758 a jejím původním stavebníkem byl Hermann Schulz (1859–1912). Rodák z Prahy, vrchní učitel na kadaňské měšťanské škole, a dříve učitel na různých venkovských školách na Kadaňsku (Rusová, Vilémov, Pětipsy,…), si tento projekt objednal u zkušeného vilového architekta a stavitele Johanna Petzeta. Než však Petzetova stavební firma mohla realizaci Villy Schulz dokončit, na konci roku 1912 Hermann Schulz zemřel. Roli stavebníka po něm převzala jeho manželka Anna Schulz (1857–1943), rozená Ullmann, původem z Hořoviček v tehdejším okrese Podbořany (manželé byli Hermann a Anna Schulzovi od roku 1884 a brali se v Teplicích).
Schulzovi měli celkem sedm dětí. Nejstarší byl syn Josef Schulz (narozen 1885). Narodil se v Rusové, kde tehdy jeho otec působil jako učitel. Josef Schulz se stal houslový virtuosem. Zatím nebylo zjištěno kde a u koho studoval, je však známo, že roku 1910 působil v Drážďanské filharmonii a ve 30. letech 20. století pak v symfonickém orchestru ve švédském Göteborgu (působícím od roku 1905). Až do června 1939 zde zastával pozici takzvaného Konzertmeistera čili prvního houslisty a byl tak druhou nejdůležitější osobou celého symfonického orchestru hned po šéfdirigentovi. Tím zde byl až do roku 1939 slavný švédský cellista a dirigent Tor Mann (1894–1974). Kromě hudby se Josef Schulz věnoval také entomologii. Když později věnoval Přírodovědnému muzeu v Göteborgu svou sbírku motýlů, stal se tak vlastně zakladatelem tamějšího entomologického oddělení. Za svého pobytu v Göteborgu se přátelil například s arachnologem Hansem Lohmanderem (1896–1961). V průběhu druhé světové války odjel ještě roku 1942 koncertovat do tehdy neutrálního Švédska, v září téhož roku je však už doložen v Mariánských lázních, kde působil v lázeňském symfonickém orchestru, který tehdy vedl kapelník, dirigent a skladatel Paul Engler (1893–1969). Manželkou Josefa Schulze byla Else (narozená roku 1890), původem z německého Rottenburgu. Josef a Else Schulzovi měli stejně jako Josefovi rodiče také sedm dětí. Roku 1910 se jim narodil syn Johannes, který se stal stavebním projektantem, a který například roku 1941 působil postupně v Berlíně, Kadani, Grünbergu, a Karlových Varech. Koncem druhé světové války se rodina rozhodla uprchnout do západního Německa. Else Schulz zemřela již roku 1952, její manžel Josef Schulz pak v roce 1963.
Osudy dalších dětí manželů Anny a Hermanna Schulzových jsou spíše neznámé. Syn Hermann Schulz, narozený roku 1886 ve Vilémově u Kadaně, padl v první světové válce. Dcera Marianne Schulz, narozená roku 1888 také ve Vilémově, zůstala svobodná a působila jako domácí učitelka nejprve v Kadani a později v letech 1940 až 1943 v chmelařské vsi Holedeček na Žatecku. Za působení otce Hermanna Schulze na venkovské škole ve Vilémově se narodil ještě Erwin Schulz (1890). Johann (1893), Emanuel (1894) a Rosa (1900) Schulzovi se narodili v Pětipsech. Johann Schulz se svou manželkou Aloisií žil v Kadani v letech 1936 až 1945. Anna Schulz zemřela v rodinné rezidenci roku 1943 a vyhnání své rodiny z Kadaně se tak již nedožila.